# Рід Ода

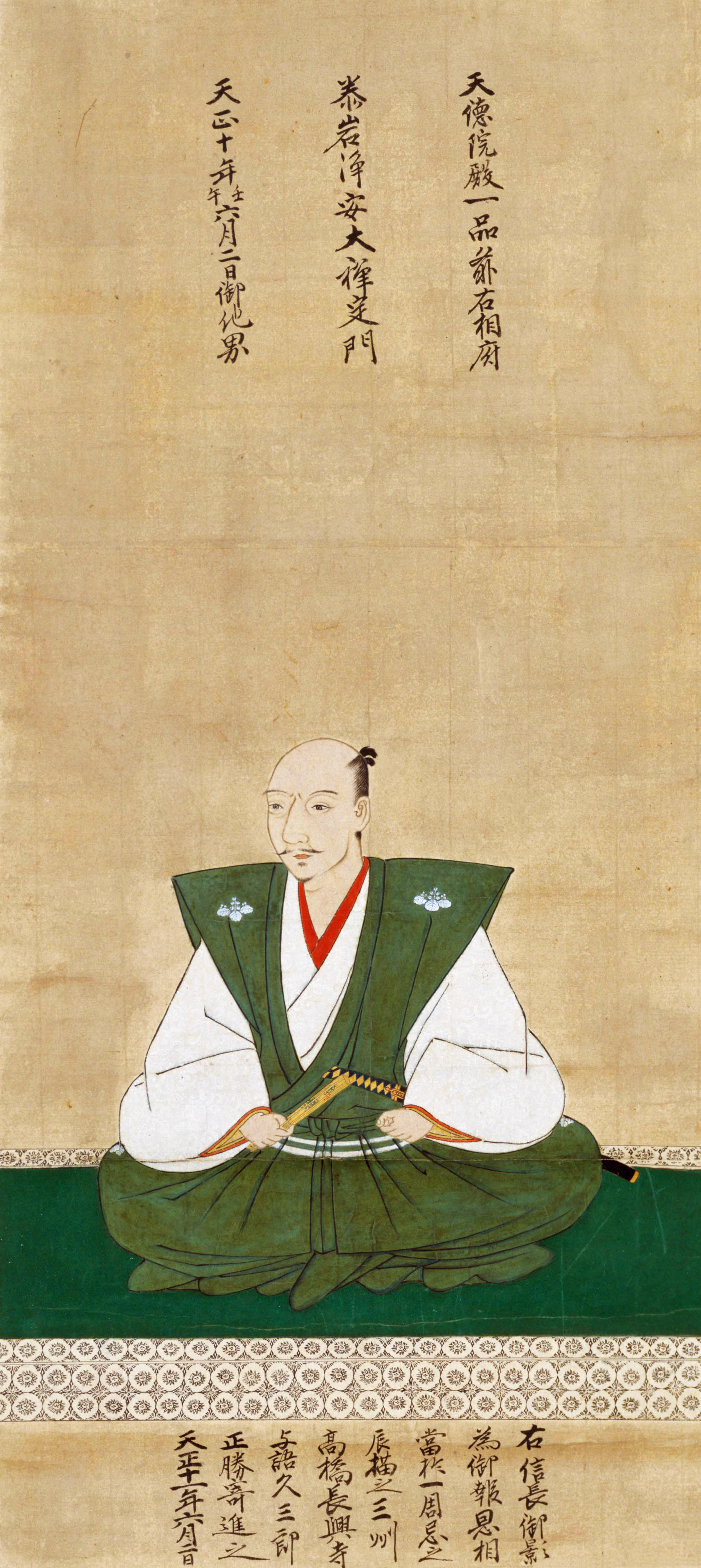
Ода Нобунаґа — найвідоміший представник роду, національний герой Японії.

Рі́д О́да (яп. 織田氏, おだし, ода-ші) — японський військовий рід. Також — дім Ода (яп. 織田家, おだけ, ода-ке).

## Опис
Нащадки бічної гілки стародавнього аристократичного жрецького роду Імбе. З 2-ї половини XVI століття представники роду приписували собі походження від династії Тайра гілки Камму. Вихідці з маєтку Ода в провінції Ечідзен (префектура Фукуй, містечко Ечідзен). У XV—XVI століттях члени роду були намісниками воєвод Ечідзену, васалами воєводського дому Шіба. У зв'язку з призначеням останніх воєводами Оварі (суч. префектура Айті), Ода переселилися до цієї провінції. Після смути Онін (1467-1477) і занепад воєводського дому Ода стали реальними володарями Оварі.
Міжусобиці розколи рід Ода на два ворогуючі табори — так звані роди Ода Ісе-но-камі і Ода Ямашіро-но-камі. У середині XVI століття підлеглий останніх — Ода Нобухіде, голова дому Шьобатівських Ода, почав усіпшну боротьбу за об'єднання роду і провінції Оварі. Цю справу завершив його син Ода Нобунаґа, який не лише підкорив усю Оварі, але захопив столицю Кіото та розпочав реалізацію плану по об'єднанню усієї Японії. Саме за правління Нобунаґи рід Ода називали "повелителями Піднебесної".
Однак "золота доба" Оди закінчилася зі смертю Оди Нобунаґи у 1582 році. Місце володаря Японії захопив його генерал Хасіба Хідейосі. Сини Нобунаґи не змогли зберегти завоювання батька і рід Ода розколовся на декілька гілок.
У період Едо (1603-1867) існувало декілька відгалужень роду Ода, які отримали невеликі володіння хан від сьоґунів Токуґава. Цими володіннями були Тендо-хан у провінції Муцу (річний дохід 20 000 коку), Янаґімото-хан у провінції Ямато (річний дохід 10 000 коку), Кайдзю-хан у провінції Ямато (річний дохід 10 000 коку) і Каібара-хан у провінції Тамба (річний дохід 20 000 коку).

## Родові емблеми
Основною емблемою була «квітка мокко Оди» — уособлення гнізда, символ продовження і процвітання роду. Решта — замінні емблеми.

Квітка мокко Оди[2]
Метелик-парусник[2]
Монета Ейраку[2]
Хризантема[2]
Павловнія[3]

## Генеалогічна схема

### Ода Шьобатівські
Ода гілки Данджьо-но-джьо (помічники Палати цензорів), що походили із замку Шьобата в провінції Оварі (так звані Шьобатівські Ода). Подано за О. Коваленком.
Позначення:
- NN — невідоме ім'я;
- ♀ — донька;
- ? — невідомий рік (народження, смерті);
- ∞ — у шлюбі з;
- жирним курсивом виділено головну гілку дому.

```
 1   2   3   4   5   6
 │
 └─01. 
Ода Сукенобу
 (?—?), господар замку Шьобата, патріарх дому Ода гілки Данджьо-но-джьо (Шьобатівські Ода)
     │
     └─01. 
Ода Нобусада
 (?—1530)
        │
        ├─01. 
Ода Нобухіде
 (1510—1552), господар замку Шьобата, перший магнат дому.
        │   │
        │   ├─01. 
Ода Нобухіро
 (?—1574)
        │   │   │  
        │   │   └─01. ♀ Ода NN (1557—1582) ∞ 
Ніва Наґахіде

        │   │
        │   ├─02. 
Ода Нобунаґа
 (1534—1582), об'єднувач Японії, національний герой.
        │   │   │  
        │   │   ├─01. 
Ода Нобутада
 (1557—1582)
        │   │   │   │ 
        │   │   │   ├─01. 
Ода Хіденобу
 (1580—1605), у хрещенні — 
Петро
.
        │   │   │   └─02. 
Ода Хіденорі
 (1581—1625), у хрещенні — 
Павло
.
        │   │   │
        │   │   ├─02. 
Ода Нобукацу
 (1558—1630)
        │   │   │   │ 
        │   │   │   ├─01. 
Ода Хідекацу
 (1583—1610)
        │   │   │   ├─02. Ода NN (?—?)
        │   │   │   ├─03. 
Ода Такакацу
 (?—?)
        │   │   │   ├─04. 
Ода Нобуйоші
 (1584—1626), магнат уділу Тендо провінції Дева, патріарх дому Ода гілки Тендо.
        │   │   │   ├─05. 
Ода Таканаґа
 (1590—1674), магнат уділу Кайбара провінції Тамба, патріарх дому Ода гілки Кайбара
        │   │   │   ├─06. 
Ода Нобутаме
 (?—1666)
        │   │   │   ├─07. 
Ода Йошікацу
 (?—1651)
        │   │   │   ├─08. 
Ода Наґакацу
 (?—1651)
        │   │   │   ├─01. ♀ Ода NN (?—?)
        │   │   │   ├─02. ♀ 
Ода О
 (1585—1591) ∞ 
Токуґава Хідетада
.
        │   │   │   ├─03. ♀ Ода NN (?—?) ∞ 
Ікома Наокацу
.
        │   │   │   ├─04. ♀ 
Ода Яе
 (?—?) ∞ 
Хіджіката Кацууджі
.
        │   │   │   ├─05. ♀ Ода NN (?—?)
        │   │   │   └─06. ♀ Ода NN (?—?)
        │   │   │
        │   │   ├─03. 
Ода Нобутака
 (1558—1583)
        │   │   ├─04. 
Ода Хідекацу
 (1568—1585), названий син 
Тойотомі Хідейоші
 з 1582
[
5
]
.
        │   │   ├─05. 
Ода Нобуфуса
 (?—1582)
        │   │   ├─06. 
Ода Нобухіде
 (?—?)
        │   │   ├─07. 
Ода Нобутака
 (?—1603)
        │   │   ├─08. 
Ода Нобуйоші
 (1573—1615)
        │   │   ├─09. 
Ода Нобусада
 (1574—1624)
        │   │   ├─10. 
Ода Нобуйоші
 (?—1609)
        │   │   ├─11. 
Ода Наґацуґу
 (?—1600)
        │   │   ├─12. 
Ода Нобумаса
 (?—1600)
        │   │   ├─01. ♀ 
Ода Току
 (1569—1636) ∞ 
Токуґава Нобуясу
.
        │   │   ├─02. ♀ 
Ода Фую
 (?—1641) ∞ 
Ґамо Уджісато
.
        │   │   ├─03. ♀ 
Ода Хідеко
 (?—1632) ∞ 
Цуцуй Садацуґу
.
        │   │   ├─04. ♀ 
Ода Ей
 (1574—1623) ∞ 
Маеда Тошінаґа
.
        │   │   ├─05. ♀ Ода NN (1574—1653) ∞ 
Ніва Наґашіґе
.
        │   │   ├─06. ♀ 
Ода Фуру
 (1569—1643) ∞ 
Мідзуно Тадатане
, 
Саджі Кадзунарі
.
        │   │   ├─07. ♀ Ода NN (?—1608) ∞ 
Маденокоджі Ацуфуса
.
        │   │   ├─08. ♀ Ода NN (?—1608) ∞ 
Токудайджі Санехіса
.
        │   │   ├─09. ♀ Ода NN (?—1603) ∞ 
Тойотомі Хідейоші
, 
Ніджьо Акідзане
.
        │   │   ├─10. ♀ 
Ода Цуру
 (?—?) ∞ 
Накаґава Хідемаса
.
        │   │   └─11. ♀ Ода NN (?—1641) ∞ 
Ходжьо Уджінао
.
        │   │
        │   ├─03. 
Ода Нобуюкі
 (?—1558)
        │   │   │  
        │   │   └─01. 
Ода Нобудзумі
 (?—1582)　∞ Акечі NN, донька 
Акечі Міцухіде
.
        │   │
        │   ├─04. 
Ода Нобукане
 (1543—1614)
        │   ├─05. 
Ода Нобухару
 (1545—1570)
        │   ├─06. 
Ода Хідетоші
 (?—1556)
        │   ├─07. 
Ода Нобуокі
 (?—1570)
        │   ├─08. 
Ода Хідетака
 (?—1555)
        │   ├─09. 
Ода Хіденарі
 (?—1574)
        │   ├─10. 
Ода Нобутеру
 (1546—1610), названий син дому Накане.
        │   ├─11. 
Ода Наґамасу
 (?—1555), у хрещенні — 
Іоанн
.
        │   ├─12. 
Ода Наґатоші
 (?—1582)
        │   ├─01. ♀ Ода NN (?—?) ∞ 
Джімбо Уджіхару
, 
Інаба Йошімічі
.
        │   ├─02. ♀ Ода NN (?—?) ∞ 
Ода Нобукійо
.
        │   ├─03. ♀ 
Ода Ічі
(?—1583) ∞ 
Адзай Наґамаса
, 
Шібата Кацуїе
.
        │   ├─04. ♀ 
Ода Іну
(?—?) ∞ 
Саджі Нобуката
, 
Хосокава Нобуйоші
.
        │   ├─05. ♀ Ода NN (?—?) ∞ 
Іноо Хісакійо
.
        │   ├─06. ♀ Ода NN (?—?) ∞ 
Макі Наґакійо
.
        │   ├─07. ♀ Ода NN (?—?) ∞ 
Ода Нобунао
.
        │   ├─08. ♀ Ода NN (?—?) ∞ 
Ода Нобунарі
.
        │   ├─09. ♀ Ода NN (?—?) ∞ 
Тояма Кан-даю
.
        │   ├─10. ♀ Ода NN (?—?) ∞ 
Цуда Мотокійо
.
        │   ├─11. ♀ Ода NN (?—?) ∞ 
Сайто Хідетацу
.
        │   ├─12. ♀ Ода NN (?—?) ∞ 
Цуда Ідзумо-но-камі
.
        │   └─13. ♀ Ода NN (?—?) ∞ 
Ніва Уджікацу
.
        │  
        ├─02. 
Ода Нобуясу
 (?—1544/47)
        ├─03. 
Ода Нобудзане
 (?—?)
        ├─04. 
Ода Нобуміцу
 (1515—1558)
        ├─05. 
Ода Нобуцуґу
 (?—1574)
        ├─06. 
Ода Нобумаса
 (?—?)
        ├─01. ♀ Ода NN (?—?) ∞ 
Макі Наґайоші
.
        ├─02. ♀ Ода NN (?—?) ∞ 
Мацудайра Кійосада
.
        ├─03. ♀ Ода NN (?—?) ∞ 
Тояма Такумі-но-суке
.
        └─04. ♀ Ода NN (?—?)
```